# Josef Hellmesberger junior
Josef (eller Joseph) Hellmesberger (født 9. april 1855 i Wien, død 26. april 1907 sammesteds) var en østrigsk violinist, søn af Josef Hellmesberger senior.
Hellmesberger blev 1878 soloviolinist i hofkapellet og professor i violin ved konservatoriet. Senere blev han kapelmester ved den komiske opera og ved Karlteatret, 1884 balletmusikdirigent og koncertmester ved
hofoperaen og var 1900—02 første hofkapelmester. 1904—05 var han hofkapelmester i Stuttgart. Hellmesberger har skrevet en halv snes operetter, nogle balletter og andre sceniske arbejder.
- Wikimedia Commons har flere filer relateret til Josef Hellmesberger junior